# 蘭奇

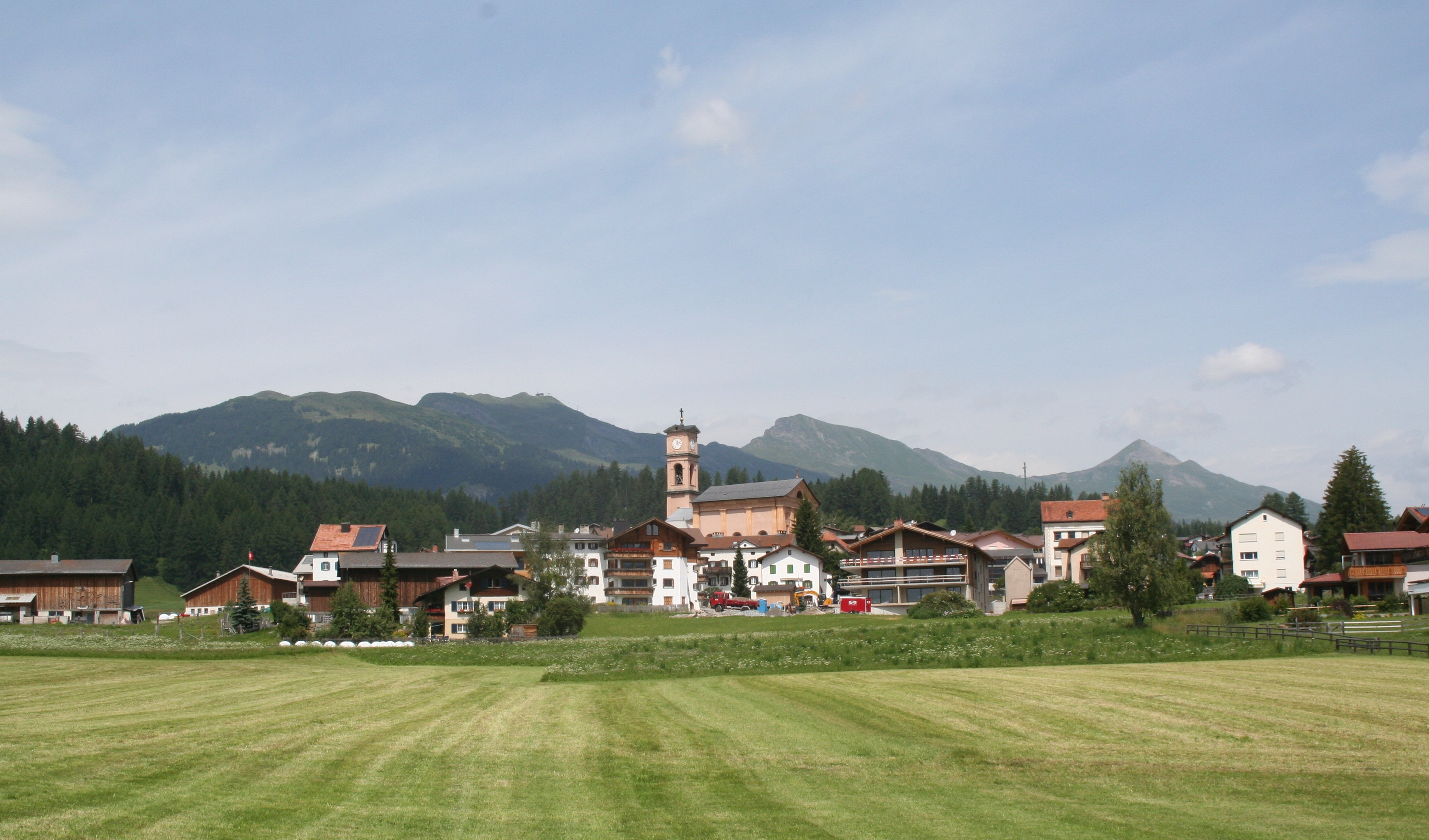
兰奇镇（摄于2009年）

蘭奇是瑞士的城鎮，位於該國東部阿爾布拉河右岸，由格勞賓登州負責管轄，面積21.81平方公里，海拔高度1,328米，2011年人口532，人口密度每平方公里24人。

## 外部連結
- Official website （德文）